# Xuân An, Long Khánh
Xuân An là một phường thuộc thành phố Long Khánh, tỉnh Đồng Nai, Việt Nam.

## Địa lý
Phường Xuân An nằm ở trung tâm thành phố Long Khánh, có vị trí địa lý:
- Phía đông giáp phường Bảo Vinh và xã Bàu Trâm
- Phía tây giáp phường Suối Tre và phường Xuân Bình
- Phía nam giáp phường Xuân Hòa
- Phía bắc giáp phường Bảo Vinh.

Phường Xuân An có diện tích 3,81 km², dân số năm 2022 là 41.163 người, mật độ dân số đạt 10.803 người/km².

## Hành chính
Phường Xuân An được chia thành 15 khu phố: 1, 2, 3, 4, 5, 6, 7, 8, 9, 10, 11, 12, 13, 14, 15.

## Lịch sử
Tính đến ngày 31 tháng 12 năm 2022, phường Xuân An có 1,42 km² diện tích tự nhiên, quy mô dân số là 16.619 người và 6 khu phố: 1, 2, 3, 4, 5, 6. Phường Xuân Thanh có 1 km² diện tích tự nhiên, quy mô dân số là 12.969 người và 4 khu phố: 1, 2, 3, 4. Phường Xuân Trung có 1,39 km² diện tích tự nhiên, quy mô dân số 11.575 người và 5 khu phố: 1, 2, 3, 4, 5.
Ngày 28 tháng 9 năm 2024, Ủy ban Thường vụ Quốc hội ban hành Nghị quyết số 1194/NQ-UBTVQH15 về việc sắp xếp đơn vị hành chính cấp xã của tỉnh Đồng Nai giai đoạn 2023 – 2025 (nghị quyết có hiệu lực từ ngày 1 tháng 11 năm 2024). Theo đó, sáp nhập toàn bộ 1,00 km² diện tích tự nhiên, quy mô dân số là 12.969 người của phường Xuân Trung và toàn bộ 1,39 km² diện tích tự nhiên, quy mô dân số là 11.575 người của phường Xuân Thanh vào phường Xuân An.
Phường Xuân An có 3,81 km² diện tích tự nhiên và quy mô dân số là 41.163 người.
Ngày 20 tháng 12 năm 2024, HĐND tỉnh Đồng Nai ban hành Nghị quyết số 75/NQ-HĐND về việc:
- Đổi tên khu phố 1 của phường Xuân Thanh cũ thành khu phố 7 thuộc phường Xuân An.
- Đổi tên khu phố 2 của phường Xuân Thanh cũ thành khu phố 8 thuộc phường Xuân An.
- Đổi tên khu phố 3 của phường Xuân Thanh cũ thành khu phố 9 thuộc phường Xuân An.
- Đổi tên khu phố 4 của phường Xuân Thanh cũ thành khu phố 10 thuộc phường Xuân An.
- Đổi tên khu phố 1 của phường Xuân Trung cũ thành khu phố 11 thuộc phường Xuân An.
- Đổi tên khu phố 2 của phường Xuân Trung cũ thành khu phố 12 thuộc phường Xuân An.
- Đổi tên khu phố 3 của phường Xuân Trung cũ thành khu phố 13 thuộc phường Xuân An.
- Đổi tên khu phố 4 của phường Xuân Trung cũ thành khu phố 14 thuộc phường Xuân An.
- Đổi tên khu phố 5 của phường Xuân Trung cũ thành khu phố 15 thuộc phường Xuân An.